# Metał Dniepropetrowsk
Metał Dniepropetrowsk (ukr. Футбольний клуб «Метал» Дніпропетровськ, Futbolnyj Kłub "Metał" Dnipropetrowśk) – ukraiński klub piłkarski z siedzibą w Dniepropietrowsku.

## Historia
Chronologia nazw:
- 1926: Stal (Zawod im. Karla Libknechta) Dniepropetrowsk (ukr. «Сталь» (Завод імені Карла Лібкнехта) Дніпропетровськ, ros. «Сталь» (Завод им. К. Либкнехта) Днепропетровск)
- 1967: ZKL Dniepropetrowsk (ukr. «ЗКЛ» Дніпропетровськ, ros. «ЗКЛ» Днепропетровск)
- 1983: Metał Dniepropetrowsk (ukr. «Метал» Дніпропетровськ, ros. «Металл» Днепропетровск)
- 2001: klub rozwiązano

Drużyna piłkarska Stal została założona w Dniepropietrowsku w 1926 roku i reprezentowała Dolnodnieprowski Zakład Walcowni Rur (NTZ). Klub również mianowano Zawod im. Karla Libknechta, aby odróżnić od innych miejskich klubów o nazwie "Stal" (Stal - Z-d im. Lenina i Stal - Z-d im. Petrowskiego). Zespół występował w rozgrywkach mistrzostw i Pucharu obwodu dniepropetrowskiego. W 1967 klub zmienił nazwę na ZKL, skrót od Zawod im. Karla Libknechta. W 1971 startował w rozgrywkach Pucharu Ukraińskiej SRR, gdzie w finale został pokonany przez Kolormet Artiomowsk. W 1983 przyjął obecną nazwę Metał. Potem kontynuował występy w rozgrywkach Mistrzostw i Pucharu obwodu, dopóki nie został rozwiązany.

## Sukcesy
- Puchar Ukraińskiej SRR: finalista 1971